# Distrito de 24 Parganas sur
24 Parganas sur (en bengalí: দক্ষিণ চব্বিশ পরগণা জেলা) es un distrito de la India en el estado de Bengala Occidental. Código ISO: IN.WB.PS.
Comprende una superficie de 9 960 km².
El centro administrativo es la ciudad de Alipore.

## Demografía
Según censo 2011 contaba con una población total de 8 153 176 habitantes, de los cuales 3 970 418 eran mujeres y 4 182 758 varones.